# Aiken (Karolina Południowa)
Aiken – miasto w Stanach Zjednoczonych, w stanie Karolina Południowa, siedziba administracyjna hrabstwa Aiken.